# Oakville (Missouri)
Oakville is een plaats (census-designated place) in de Amerikaanse staat Missouri, en valt bestuurlijk gezien onder St. Louis County.

## Demografie
Bij de volkstelling in 2000 werd het aantal inwoners vastgesteld op 35.309.

## Geografie
Volgens het United States Census Bureau beslaat de plaats een oppervlakte van
46,8 km², waarvan 41,6 km² land en 5,2 km² water. Oakville ligt op ongeveer 177 m boven zeeniveau.

## Plaatsen in de nabije omgeving
De onderstaande figuur toont nabijgelegen plaatsen in een straal van 12 km rond Oakville.